# Nguyễn Huy Cận
Nguyễn Huy Cận (sinh 1953) là đại biểu Quốc hội Việt Nam khóa 12, thuộc đoàn đại biểu Thành phố Hồ Chí Minh.